# 星玲子
星 玲子（ほし れいこ、1915年1月2日 - 2003年10月24日）は昭和期の女優、歌手。本名：多田 琴子（ただ ことこ）。
戦後東映で活躍した女優の星美智子は姪にあたる。

## 経歴
1915年（大正4年）1月2日、東京市に生まれる。
宝塚歌劇のダンサーを経て、1932年（昭和7年）、17歳のときに日活に入社し、『大地に立つ』で映画デビュー。1935年（昭和10年）、杉狂児と映画『のぞかれた花嫁』で共演。同年、歌手としてもディック・ミネとの『二人は若い』、『ゆかりの唄』がヒット。同年、20歳で映画プロデューサーのマキノ光雄と結婚した。
『女の階級』、『うちの女房にゃ髭がある』、『丹下左膳』など、戦前の日活現代劇に多数出演。1939年（昭和14年）、24歳で芸能界を引退した。
第二次世界大戦中は夫とともに満州へ渡り、戦後は東映の専務を務めた夫を支えた。1957年（昭和32年）12月9日、42歳のときに夫と死別した。
2003年（平成15年）10月24日、肺炎により死去した。満88歳没。

## フィルモグラフィ

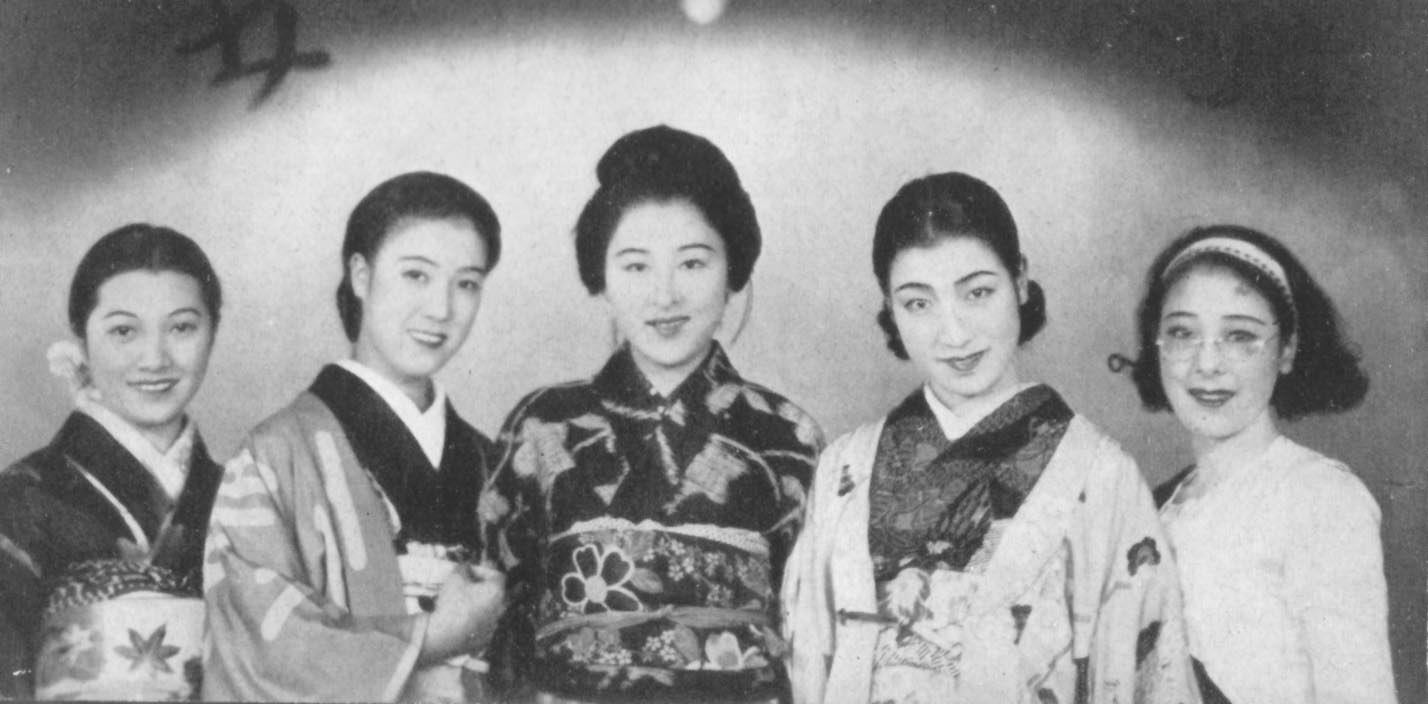
『わたしがお嫁に行ったなら』（1935年）。左から水久保澄子、黒田記代、逢初夢子、山路ふみ子、星玲子

- 『大地に立つ 前篇』（1932年） - 瑠都子
- 『大地に立つ 後篇』（1932年） - 瑠都子
- 『上海爆撃隊 征空大襲撃』（1932年）
- 『海に散る花』（1932年） - 元田ゆり子
- 『社長さんはお人好し』（1932年）
- 『喜卦谷君に訊け』（1932年）
- 『受難華』（1932年）
- 『燃ゆる花片』（1933年）
- 『桃色の娘』（1933年） - 不二子
- 『娘十六』（1933年） - お糸の妹
- 『女房征服』（1933年）
- 『群盲有罪』（1933年）
- 『僕の青春』（1933年）
- 『母の微笑』（1934年） - みさほ
- 『見染められた青年』（1934年）
- 『接吻市場』（1934年）
- 『紅い唇紅い頬』（1934年）
- 『花嫁日記』（1934年） - 光子
- 『多情仏心』（1934年） - 鈴江
- 『半次ざんげ録』（1934年） - お弓
- 『嫁ぐ日』（1934年）
- 『女一代』（1934年）
- 『夢に見る母』（1934年）
- 『わたしがお嫁に行ったなら』（1935年）
- 『青春音頭』（1935年）
- 『恋愛人名簿』（1935年） - 末莉子
- 『海国大日本』（1935年）
- 『男のまごヽろ』（1935年） - 絵美子
- 『緑の地平線 前篇』（1935年） - 深沢奈津子
- 『緑の地平線 後篇』（1935年） - 深沢奈津子
- 『のぞかれた花嫁』（1935年） - 喜久子
- 『ジャズの街かど』（1935年）
- 『あなたと呼べば』（1936年）
- 『恋愛と結婚の書 恋愛篇』（1936年） - 杉浦由紀子
- 『昇級酒合戦』（1936年）
- 『はだかの合唱』（1936年）
- 『魂』（1936年）
- 『僕の東京地図』（1936年）
- 『恋愛と結婚の書 結婚篇』（1936年） - 杉浦由紀子
- 『女の階級』（1936年） - 司馬加寿子
- 『東京ラプソディ』（1936年） - ハト子
- 『うちの女房にや髭がある』（1936年）
- 『気まぐれ夫婦』（1936年）
- 『丹下左膳 日光の巻』（1936年） - 櫛巻お藤
- 『恋愛べからず読本』（1937年）
- 『検事とその妹』（1937年）
- 『男性審議会』（1937年）
- 『あゝそれなのに』（1937年）
- 『丹下左膳 愛憎魔剣篇』（1937年） - 櫛巻お藤
- 『母校の花形』（1937年）
- 『丹下左膳 完結咆吼篇』（1937年） - 櫛巻お藤
- 『女よ男を裁け』（1937年） - 中里美弥子
- 『美人賞』（1937年）
- 『宝島騒動記』（1937年）
- 『そんなの嫌ひ』（1937年）
- 『恋愛ハワイ航路』（1937年）
- 『時代の霧 春実の巻』（1937年）
- 『時代の霧 静子の巻』（1937年）
- 『あたし幸福よ』（1937年）
- 『自来也』（1937年） - 綱手姫
- 『お父さんの歌時計』（1937年）
- 『まごころ万才』（1938年） - 村岡玲子
- 『子は誰のもの』（1938年）
- 『忠臣蔵 地の巻』（1938年） - 瑤泉院
- 『忠臣蔵 天の巻』（1938年） - 瑤泉院
- 『女性行路』（1938年）
- 『長八郎絵巻 月の巻』（1939年） - お滝
- 『長八郎絵巻 花の巻』（1939年） - お滝
- 『松平長七郎』（1939年）
- 『王政復古 担龍篇 双虎篇』（1939年） - お龍
- 『江戸の悪太郎』（1939年）
- 『妙法院勘八』（1939年） - お小夜